# Radar Doppler

Efecto Doppler.

Radar Doppler es aquel radar que usa el efecto Doppler en los ecos de retorno de blancos para medir su velocidad radial. Para ser más específico, la señal de microonda enviada por el haz direccional en la antena de radar se refleja hacia el radar y se comparan las frecuencias, arriba o abajo desde la señal original, permitiendo mediciones directas y altamente seguras de componentes de velocidades de blancos, en la dirección del haz. Los radares Doppler se usan en defensa aérea, control del tráfico aéreo, sondeo de satélites, radar policial de velocidad y en radiología. 
Los recientes radares meteorológicos procesan velocidades de precipitaciones por la técnica del radar de impulsos Doppler, al tope de sus intensidades. Esto es un diferente y ligeramente tratamiento de los datos Doppler que ha sido publicitado mucho en EE. UU., de tal modo que el término radar Doppler es frecuentemente usado equivocadamente por el neófito para significar radar meteorológico.

## Efecto Doppler
Este fenómeno conocido como efecto Doppler lleva el nombre de Christian Andreas Doppler. Doppler fue un físico austríaco quien primero describe en 1842 como la frecuencia observada de la luz y las ondas sonoras estaban afectadas por el movimiento relativo de la fuente y del detector.
Esto es mayormente demostrado por el cambio en la onda sonora en un tren que pasa. El sonido de su bocina se hará "más alto" al irse aproximándose, y "más bajo" al alejarse. Esto se explica como sigue: el número de ondas sonoras que alcanzan el oído en un tiempo dado (esto se llama frecuencia) determina el tono percibido. El tono permanece igual tanto como el oyente y el tren no se muevan relativamente entre ellos. Al momento en que el tren se mueva hacia uno, el número de ondas sonoras alcanzando el oído en una cantidad dada de tiempo se incrementa. Así, el timbre de la sirena sube. Y al alejarse, baja el timbre.

## Concepto básico
Un radar Doppler es un radar que produce mediciones de la velocidad como una de sus salidas. Estos radares pueden ser: de pulsado coherente, onda continua, frecuencia modulada. Un radar Doppler de onda continua (OC) es un caso especial que solamente provee "velocidad" como salida. Los primeros radares Doppler eran de OC, y luego rápidamente aparece el desarrollo de radares de frecuencia modulada (FM-OC), que modula la frecuencia del transmisor codificando y determinando rangos. Los radares OC y FM-OC pueden solo procesar un blanco normalmente, lo que limita su uso. Con el advenimiento de los radares de impulsos Doppler (IP) con técnicas digitales, y con los procesadores Doppler para radares de pulso coherentes, se resolvería esa cuestión.
La ventaja de combinar procesados Doppler a los radares de impulsos otorga velocidad a información segura. Esa velocidad se llama Tasa de Rangos: describe la tasa a la que el blanco se mueve hacia o contra el radar. Un blanco sin tasa de rangos refleja una frecuencia cercana a la frecuencia del transmisor, y no podrá detectarse. El clásico blanco cero Doppler es aquel que está posicionado tangencialmente al haz del radar. Básicamente, cualquier blanco posicionado a 90° en relación con el haz de la antena no podrá ser detectado en su velocidad (solo por su reflectividad convencional).
Los radares FM se desarrollaron durante la Segunda Guerra Mundial para su uso en la aviación US Navy. Se usó el espectro UHF, y transmitía con una antena Yagi en el ala de babor, y la antena receptora Yagi en el ala de estribor. Esto permitió a los bombarderos volar a una velocidad óptima al aproximarse a blancos de buques. Más tarde con el desarrollo de magnetrones y microondas haciéndose disponibles, el uso del radar FM cayó en desuso.
Cuando la transformada rápida de Fourier se hizo disponible digitalmente, inmediatamente se conectó a radares de pulsos coherentes, extrayendo información de la velocidad. Esto probó utilidad tanto en radares meteoro como de control del tráfico aéreo. Así la determinación de la velocidad da otra entrada al software del tracker, mejorando el tracking. Debido a la baja frecuencia de repetición de pulsos (PRF) de muchos radares de pulsos coherentes, que maximiza la cobertura en rango, limitando la cantidad de procesado Doppler. El procesador Doppler puede solo procesar velocidades de ±1/2 que la PRF del radar. Esto no es ningún problema en radares meteo.
Los radares especializados rápidamente se realizaron cuando las técnicas digitales se hicieron confiables. Así los radares de pulsos Doppler combinan más beneficios de largo rango, y capacidades de alta velocidad. Los radares de impulsos Doppler usam de media a alta PRF (en orden de los 30 kHz). Esta alta PRF permite detectar o blancos de alta velocidad, o mediciones de velocidad de alta resolución. Normalmente o es una u otra, esto es, un radar diseñado para detectar blancos de cero a Mach 2, no teniendo una alta resolución en velocidad, y por el contrario un radar diseñado para medir con alta resolución velocidades no provee un amplio rango de velocidades. Los radares meteo son de alta resolución en velocidad, mientras los radares de defensa antiaérea tienen un amplio rango de detección de velocidad, pero su certidumbre en velocidad está en el orden de 10 nudos.
Los diseños de antenas para OC y FM-OC arrancaron como antenas separadas transmisora y receptora, antes del advenimiento de diseños de microondas. A fines de 1960s los radares de tráfico comenzaron a producirse con una sola antena. Esto se hizo posible por usar la polarización circular, y una guía de ondas multipuertos operando en la "banda X". Ya a fines de 1970s se cambia a polarización lineal y el uso de circuladores de ferrita, tanto en las bandas X y K. Los radares de PD operan a muy altas PRF y usando un Tranceptor con llaves con llenado de gas, y muchos usan dispositivos de estado sólido para proteger al receptor con Amplificador de Bajo Ruido, cuando el transmisor se recalienta.